# Талли, Джим
Джим Талли (3 июня 1886 — 22 июня 1947) — боксер и американский писатель. Успешный писатель США 1920-х — 1930-х годов. Перевод стихотворных отрывков IV главы его повести «Автобиография бродяги» сделал русский поэт, прозаик и переводчик Осип Мандельштам.

## Биография
Джим Талли родился недалеко от города Сент-Мэрис, Огайо. Его родители, Деннис Джеймс (James Dennis) и Бриджет Мэри Лоулер Талли (Bridget Marie Lawler Tully), ирландские эмигранты, обеспечили мальчику относительно счастливое, но нищее детство. В 1892 году мать скончалась. Отец отправил сына в детский дом в Цинциннати. Там он пребывал в течение шести лет. Дальнейшее образование он постиг в лагерях «хобо» (обитель преступности и рассадники инфекционных болезней), крытых вагонах, железнодорожных мастерских и публичных библиотеках, разбросанных по всей стране. Вконец уставший от скитаний, он приехал в Кент, Огайо, где профессионально боксировал, пытался сделать карьеру репортера.
В эти годы он начал писать стихи и публиковать их в местных газетах. В 1912 году он переехал в Голливуд и всерьез занялся литературой. Пути к ней вели через работу репортером, описывающим жизнь Голливуда. О Голливуде и голливудских знаменитостях (в том числе о Чарли Чаплине, которого он знал) Джим Талли писал нелицеприятные вещи. Будучи довольно скучным, по современным меркам, писателем, он стал известен как самый скандальный человек в Голливуде. Это общественное мнение ему нравилось. Менее прибыльным, но более желанным было его литературное творчество, его книги, в которых он описывал свою жизнь среди американских бродяг. Джим Талли писал мемуары о своем детстве, о жизни в большой Ирландской семье, писал романы о проституции, боксерах, Голливуде, книги о путешествиях.
Избегая цензуру, он снискал успех и признание у критики, в частности, Х. Л. Менкена, Джорджа Жан Натана, и Роберта Юза, который сравнивал творчество писателя с творчеством Эрнеста Хемингуэя и другими знаменитостями.
14 октября 1910 года в городе Кент, штат Огайо Талли женился на Florence May Bushnell. У них было двое детей: сын T. Alton Tully, родился 3 августа 1911 года в Кенте и дочь Трилби Жан Талли (Trilby Jean Tully), родилась 13 ноября 1918 года в Калифорнии. Позднее Талли ещё дважды женился, в 1925 году — на Margaret Rider Myers, 28 июня 1933 года в городе Вентура, штат Калифорния — на Myrtle Zwetow. 22 июня 1947 году Джим Талли скончался. Сохранилась его обширная переписка с голливудскими знаменитостями, режиссёрами, руководителями студий, литературными деятелями, семьей и друзьями.
Переводами стихотворений писателя на русский язык занимался Осип Мандельштам. Мандельштам перевел стихотворные отрывки IV главы его повести «Автобиография бродяги», которая посвящена Роберту Юзу и Чарли Чаплину.

## Произведения

### Автобиографии
- Beggars of Life (1924) (New York: Albert & Charles Boni)
- Circus Parade (1927) (New York: Albert & Charles Boni)
- A Man of the New School (1931) (Cincinnati: Greater Hotel Gibson in Cincinnati)

### Романы
- Emmett Lawler (1922) (New York: Harcourt, Brace and Company, Inc.)
- Jarnegan (1926) (New York: Albert & Charles Boni)
- Shanty Irish (1928) (New York: Albert & Charles Boni)
- Shadows of Men (1930) (New York: Doubleday, Doran and Company)
- Beggars Abroad (1930) (New York: Doubleday, Doran and Company)
- Blood on the Moon (1931) (New York: Coward-McCann, Inc.)
- Laughter in Hell (1932) (New York: Albert & Charles Boni)
- Ladies in the Parlor (1935) (New York: Greenberg: Publisher)
- The Bruiser (1936) (New York: Greenberg: Publisher)
- Biddy Brogan’s Boy (1942) (New York: Charles Scribner’s Sons)

### Биографии
- A Dozen and One (1943) (Hollywood: Murray & Gee). CONTENTS: Introduction / Raymond Chandler. — Charlie Chaplin—Clark Gable—Jack Dempsey—Diego Rivera—George Jean Nathan—Wilson Mizner—Jim Cruze—Arnold Bennett—Tod Sloan—Paul Bern—Walter Winchell—Henry Armstrong—H.L. Mencken.

### Пьесы
- Black Boy w/ Frank Dazey (1926) play
- Twenty Below w/ Robert Nichols (1927) play (London: Robert Holden & Co. Ltd.)

### Переводы на русский язык
- Автобиография бродяги / Джим Тулли. — М. ; Л., 1926. — 196, [3] с.
- Укротитель львов : Рассказы из книги «Circus parade» / Джим Тулли. — М., 1928. — 64 с.
- Тени людей : [Роман] / Джим Толли. — М. ; Л., 1931. — 200 с.